# Riavolo
Il Riavolo è un breve torrente del Piemonte (10,4 km).

## Percorso
Nasce a circa 700 m in alta Langa.
Attraversa i territori dei comuni di Cissone, Roddino e Dogliani.
Confluisce da destra nel torrente Rea nei pressi della località Codevilla a Dogliani.

## Regime idrologico
Caratterizzato da un regime estremamente torrentizio, il Riavolo ha una portata media assai scarsa (0,4 m³/s) in quanto alimentato esclusivamente dalle precipitazioni. In estate si secca quasi completamente.